# Fontworks
Fontworks Inc.（日語：フォントワークス株式会社）是一家字体制作公司，成立于1993年，发布了业界第一款日文Type1字体包。总公司位于東京都港区北青山。 代表董事是原田爱。

## 概要
由于该公司是作为香港公司Fontworks International, Ltd.的销售代理而成立的，所以过去被称为「Fontworks Japan」。 2008年7月，公司名称变更为现名。
在日文桌面出版环境下，与森泽等公司一起，在出版和广播行业的份额不断增加。该公司的另一个特点是，自己的很多品牌字体都使用了艺术家的名字。
2013年6月11日，软银科技公司宣布，将从前总经理松雪文等人手中收购已发行股份的88%，将其转变为子公司。
2019年12月，公司总部从福岡市博多区搬迁至東京都港区，福冈总部成为「福冈创意实验室」（Fukuoka Creative Lab）。

## 办公地点
- 东京总公司
  - 〒107-0061 東京都港区北青山3丁目2-4 日新青山大厦5F
- 福冈创意实验室
  - 〒812-0026 福冈县福岡市博多區上川端町13-15 安田第7大厦7楼

## LETS
尽管Fontworks销售各种格式的字体，包括OCF、CID和OpenType（TrueType只适用于Windows环境），但也提供名为「LETS」的年度订阅服务。 这是一个全面的支持计划，用户只要支付了年费，就可以使用各种字体，而不用担心操作系统的差异；从2005年开始，岩田也参加这个计划。 此外，自2009年2月起，TypeBank也以「TypeBank LETS」（森泽于2010年4月收购全部股份，成为TypeBank的全资子公司，并于2017年9月1日并入森泽）的名义参与该计划，2010年，白舟書体也被纳入计划。 2010年，白舟書体也以「白舟LETS」（2018年终止合同，2019年3月22日移至日本旗牌与白舟書体共同运营的 「J-Font.com」）的名义加入；2016年，本屋以「本屋LETS」的名义加入；2019年，昭和書体以「昭和書体LETS」的名义加入。这种基于合同的年度许可计划将提供给所有用户。
这种年度合同授权计划也影响了其他字体制造商，森泽推出了类似的系统「MORISAWA PASSPORT」，其他如威鋒數位和视觉设计研究所也推出了类似的授权计划。
但是，由于年合同制每年以会员年费的形式产生固定成本，一些熟悉「一次性售卖」（特别是字体）概念的用户，仍然对年合同制持反对态度，心存疑虑。

## 主要字体
筑紫系列
Fontworks的旗舰字体。
- 筑紫明朝
- 筑紫ゴシック
- 筑紫A丸ゴシック
- 筑紫B丸ゴシック

经典系列
符合高端出版要求的高标准字体。
- Matisse
- Rodin（日语：ロダン (書体)）
- NewRodin（日语：ニューロダン）
- Seurat（日语：スーラ (書体)）
- Cezanne（日语：セザンヌ (書体)）
- NewCezanne（日语：ニューセザンヌ）
- Greco（日语：グレコ (書体)）
- Utrillo（日语：ユトリロ (書体)）

UD字体系列
- UD明朝
- UD角ゴ
- UD丸ゴ

## 脚注
1. 1 2  .   [2021-02-13]. （原始内容存档于2020-10-06）.
2. ↑  .   [2021-02-13]. （原始内容存档于2018-11-06）.
3. ↑  アタリフォントから始まる“ゲームとフォントの歴史”──『時のオカリナ』はキアロ、PS3のシステムフォントはニューロダン、そしてVRは… （页面存档备份，存于） 電ファミニコゲーマー 2018年10月30日。
4. ↑  ソフトバンク・テクノロジー、フォントワークスを子会社化 （页面存档备份，存于） ITmedia、2013年6月11日。
5. ↑   (新闻稿). フォントワークス株式会社. 2019-12-02  [2020-05-09]. （原始内容存档于2020-12-01）.